# Мері (Телеорман)
Мері (рум. Meri) — село у повіті Телеорман в Румунії. Входить до складу комуни Ведя.
Село розташоване на відстані 91 км на південний захід від Бухареста, 26 км на північний захід від Александрії, 101 км на схід від Крайови.

## Населення
За даними перепису населення 2002 року у селі проживали 511 осіб. Усі жителі села рідною мовою назвали румунську.
Національний склад населення села:
| Національність | Кількість осіб | Відсоток |
| -------------- | -------------- | -------- |
| румуни         | 485            | 94,9%    |
| цигани         | 26             | 5,1%     |